# Achaeos
L'Achaeos è un traghetto bidirezionale di proprietà della compagnia greca 2wayferries ed in servizio per Saronic Ferries.

## Servizio
Varato il 1 giugno 2006 dai cantieri navali greci Dimitrios Koutalis con il nome di Achaeos e consegnato il 17 luglio successivo alla Achaeos Ferries Maritime Co., prende servizio il giorno successivo nei collegamenti tra Il Pireo ed Aegina, dove opera fino al settembre dello stesso anno.
Dopo un breve periodo di disarmo, il 16 novembre 2006 viene spostato sulla Corfù-Igoumenitsa.
Nel febbraio del 2011 viene noleggiato all'italiana BluNavy, partendo dal Pireo il 13 febbraio, e giungendo a Piombino  il 19 febbraio, dopo aver eseguito uno scalo tecnico a Corfù il 16 febbraio. Giunto a Piombino, il giorno stesso esegue una serie di prove di ormeggio.
Il 24 febbraio 2011 prende servizio nei collegamenti tra Piombino e Portoferraio in sostituzione del Primrose, dove opera fino al 15 febbraio 2012.

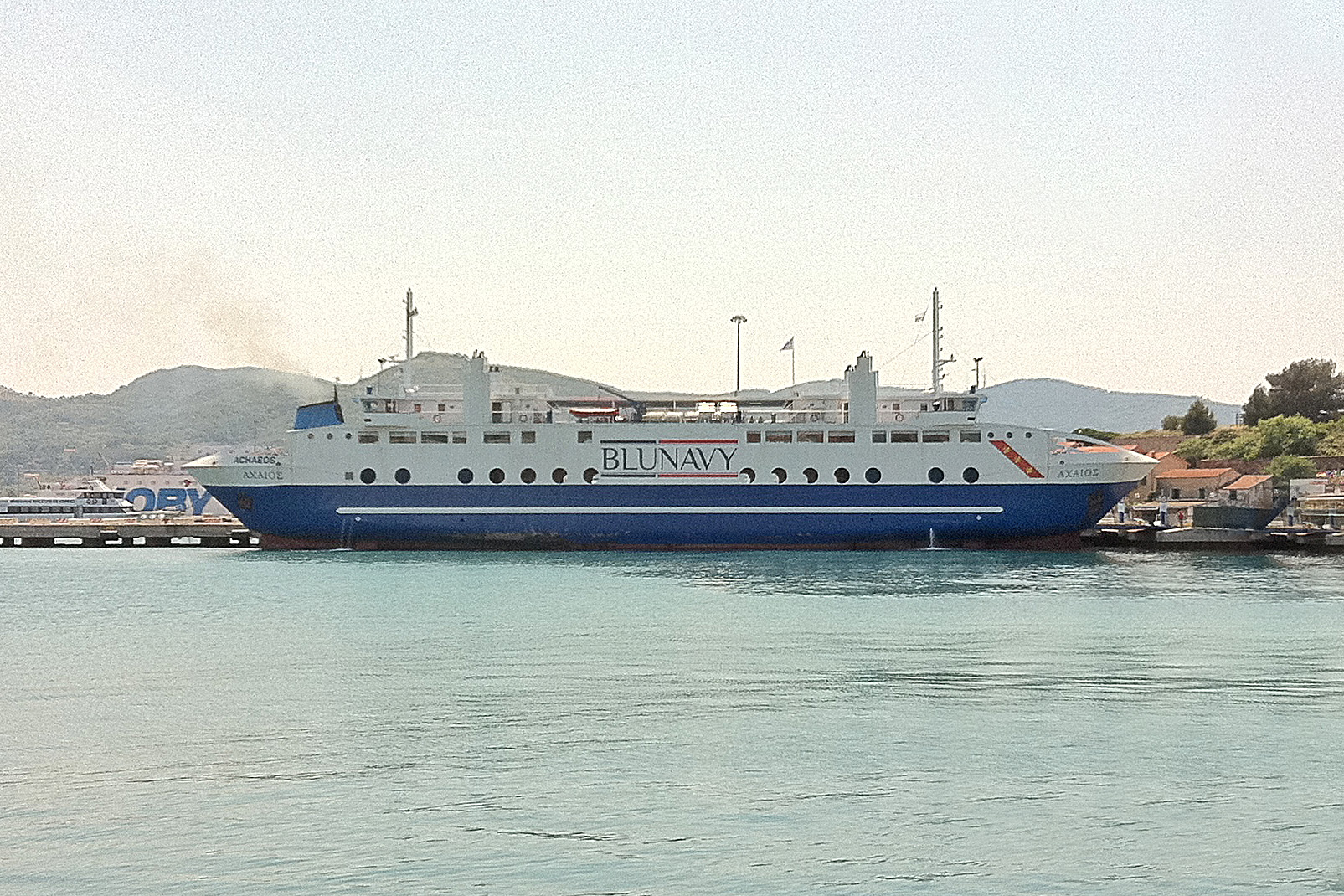
LAchaeos ormeggiato a Portoferraio nel 2011 con i colori della BluNavy.

Il 24 febbraio 2012 lascia Piombino per Igoumenitsa, dove giunge il 26 febbraio. A marzo prende sulla Corfù-Igoumenitsa sotto le insegne della 2wayferries.
Nel 2013 viene disarmato a Keratsini.
Il 14 febbraio 2014 viene noleggiato a lungo termine alla Saronic Ferries e prende servizio sulla Pireo-Aegina.

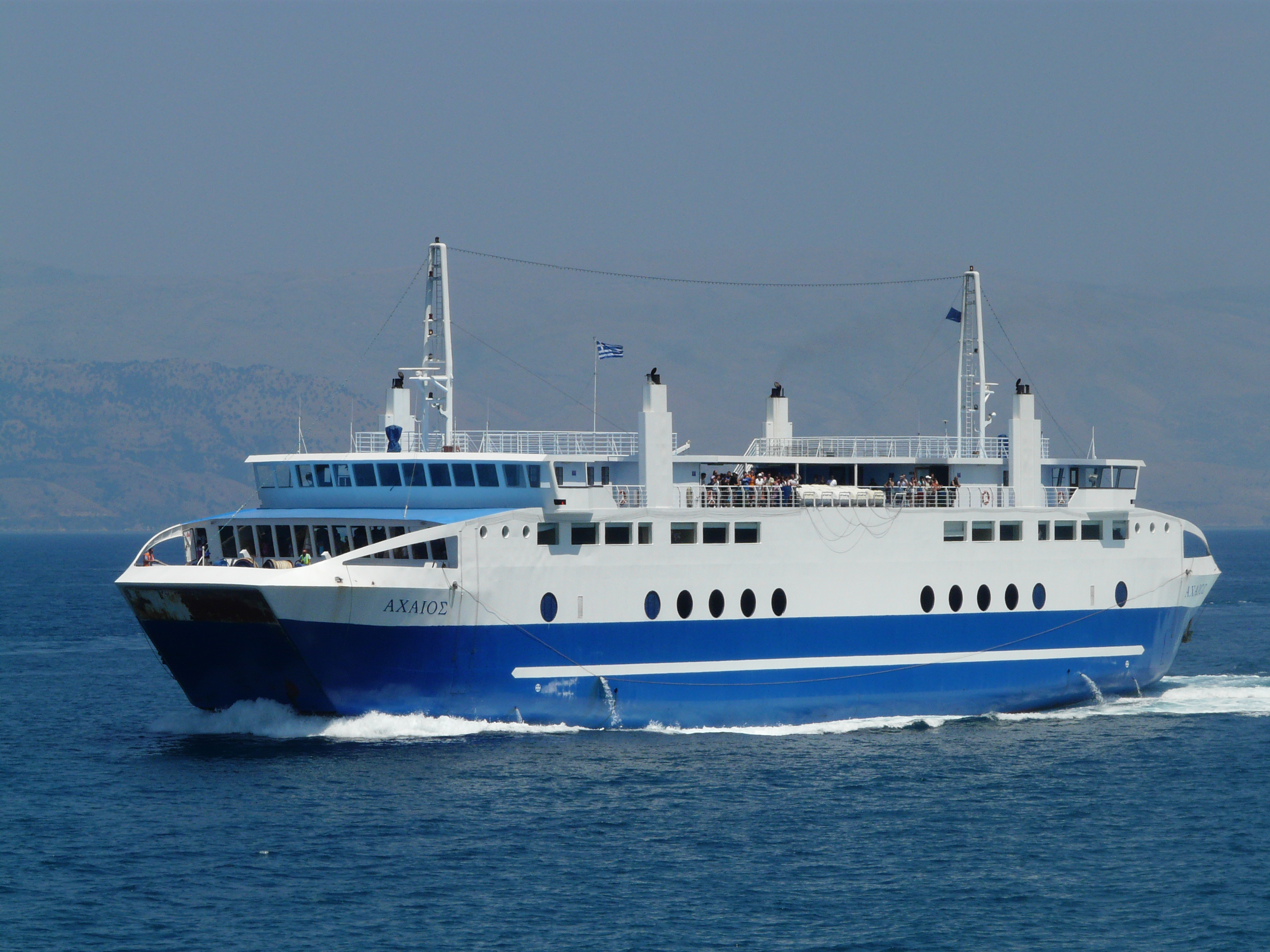
LAchaeos in navigazione verso Corfù nel 2015 per conto della Saronic Ferries.

Dopo un periodo di disarmo a Perama, viene sottoposto a lavori di manutenzione e con una nuova livrea, nel febbraio del 2025 torna in servizio tra Pireo ed Aegina.